# Giuseppe Toaldo

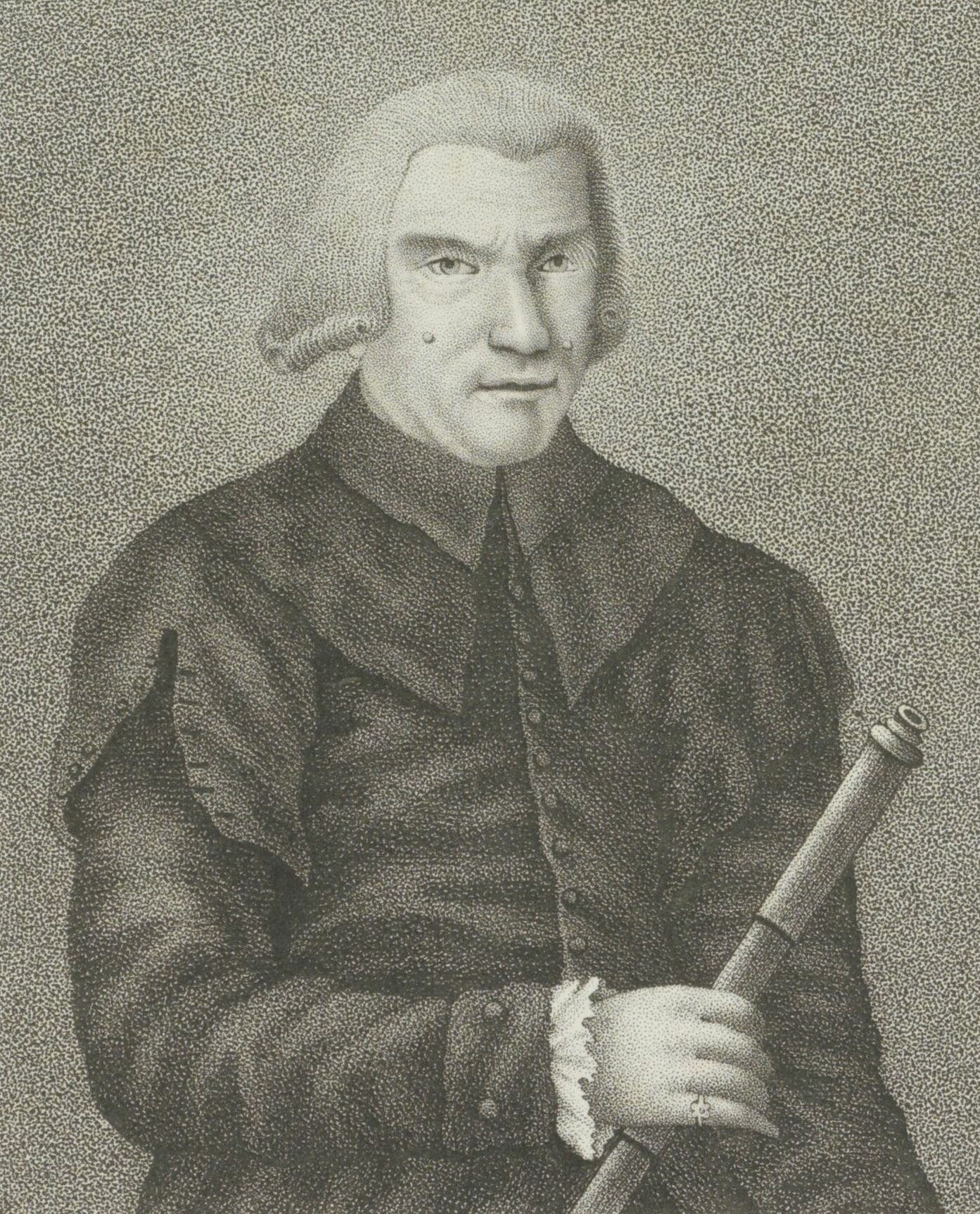
Giuseppe Toaldo

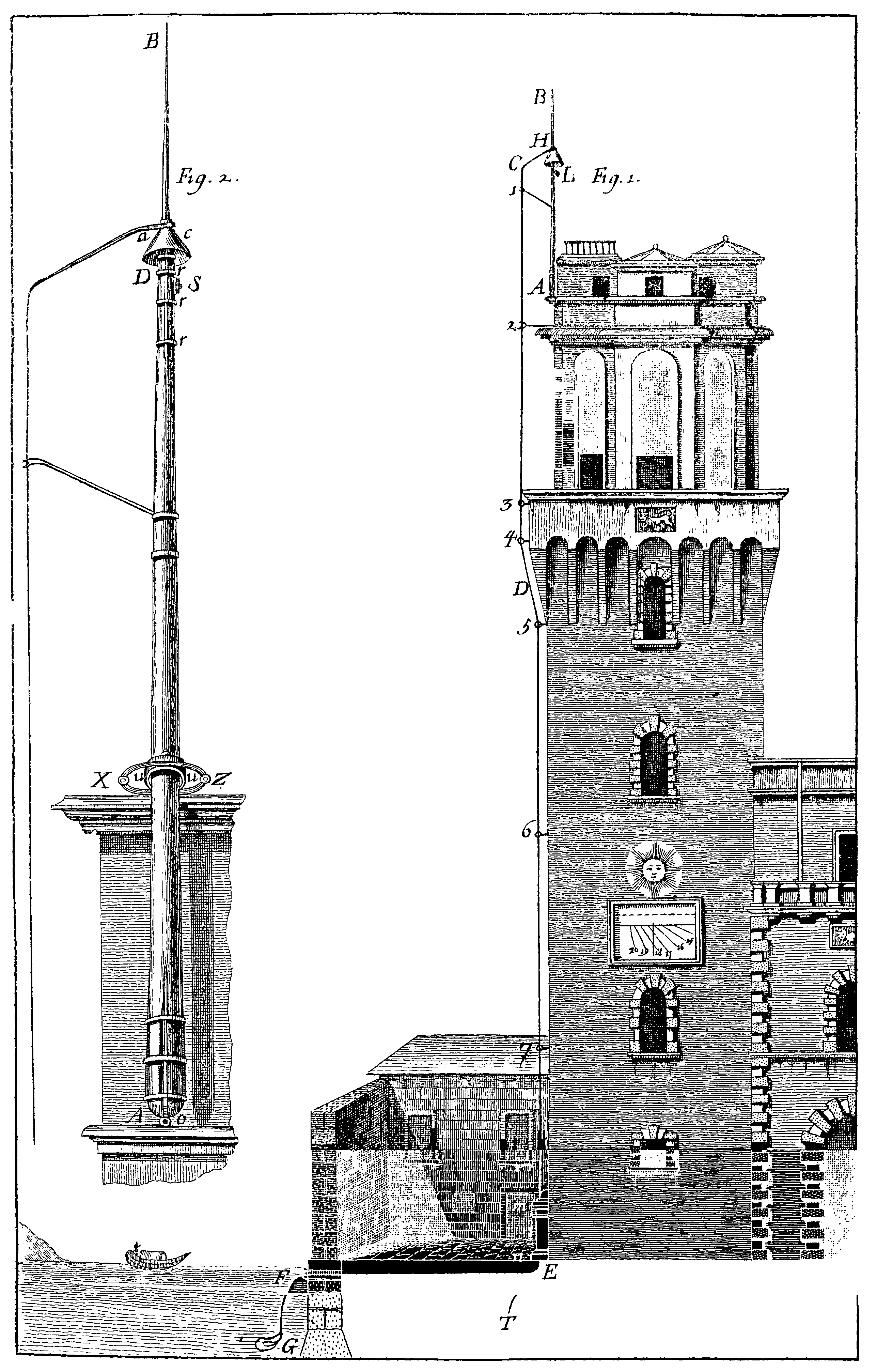
Skizze eines Blitzableiters von Toaldo (1774)

Giuseppe Toaldo (* 11. Juli 1719 in Pianezze; † 11. November 1797 in Padua) war ein italienischer Astronom, Meteorologe und Abt.

## Leben
Mit vierzehn Jahren trat Giuseppe Toaldo in das Seminar von Padua ein und erlangte 1742 einen Abschluss in Theologie. Zunächst unterrichtete er Grammatik, später Philosophie und Mathematik.
Während dieser Zeit am Seminar betreute er die Ausgabe der Werke Galileis (1744) in vier Bänden, er verfasste ein lobendes Vorwort und kritische Bemerkungen.
Im vierten Band wurde der Dialogo sopra i due massimi sistemi del mondo erstmalig nach der Verdammung Galileis nach Intervention des Papstes Benedikt XIV. mit kirchlicher Zustimmung veröffentlicht.
Im Jahre 1754 wurde Toaldo Pfarrer in Montegalda und acht Jahre später auf den Lehrstuhl für Astronomie an der Universität Padua gerufen.
Wie seine Zeitgenossen Prokop Diviš und Giovanni Battista Beccaria (beide Geistliche) lenkte er seine Aufmerksamkeit auf das Studium der atmosphärischen Elektrizität und auf Möglichkeiten, Gebäude gegen Blitze zu schützen.
Er befürwortete die Konstruktion von Blitzableitern, in dem er die Auffassungen von Benjamin Franklin und dessen vorbeugendes und schützendes Vorgehen und besonders der französischen Schule um Jean-Antoine Nollet adaptierte.
Seine Schriften Della maniera di difendere gli edificii dal fulmine (Über die Art des Gebäudeschutzes vor Blitzen) des Jahres 1772 und Dell'uso dei conduttori metallici a preservazione degli edifici dal fulmine (Über die Verwendung metallischer Leiter zum Gebäudeschutz vor Blitzen) aus dem Jahre 1774 trugen maßgeblich dazu bei, die damals gängigen Vorurteile gegen den Einsatz von Franklins Erfindung zu beseitigen.
Dank seiner Anstrengungen wurden auf dem Dom von Siena, auf dem Markusturm in Venedig und auf Schiffen der venezianischen Flotte Blitzableiter angebracht.
Sein Name ist auch mit dem Umbau der antiken Burg von Padua, deren Turm von  Ezzelino III. da Romano konstruiert worden war, zur Sternwarte Padua, das heißt zu einem astronomischen Observatorium, verbunden.
Das Projekt wurde von seinem alten Studienfreund Domenico Cerato umgesetzt.
Er gab das Giornale astrometeorologico (1773–97) heraus, eine Art Almanach mit Bauernregeln über das Wetter und die Jahreszeiten.
Im Jahre 1787, als er die Ämter des Propstes der Santissima Trinità und des Professors und Akademikers an der Universität Padua bekleidete, veröffentlichte er seine Tavole di Vitalità (Vitalitätstafeln), eine Grundlage für spätere Demographiestudien. Toaldo ersann in seinem Text eine innovative Methodik der Datenauswertung. Diese seine Arbeit wurde erst nach seinem Tode als Arbeitsgrundlage verwendet.
Toaldo ist auch für seine zahlreichen meteorologischen Untersuchungen und als Lehrer von Melchiorre Cesarotti bekannt. Toaldo war Mitglied vieler wissenschaftlicher Akademien in Europa, insbesondere der Royal Society in London. Der Asteroid (23685) Toaldo ist nach  Giuseppe Toaldo benannt.

## Werke

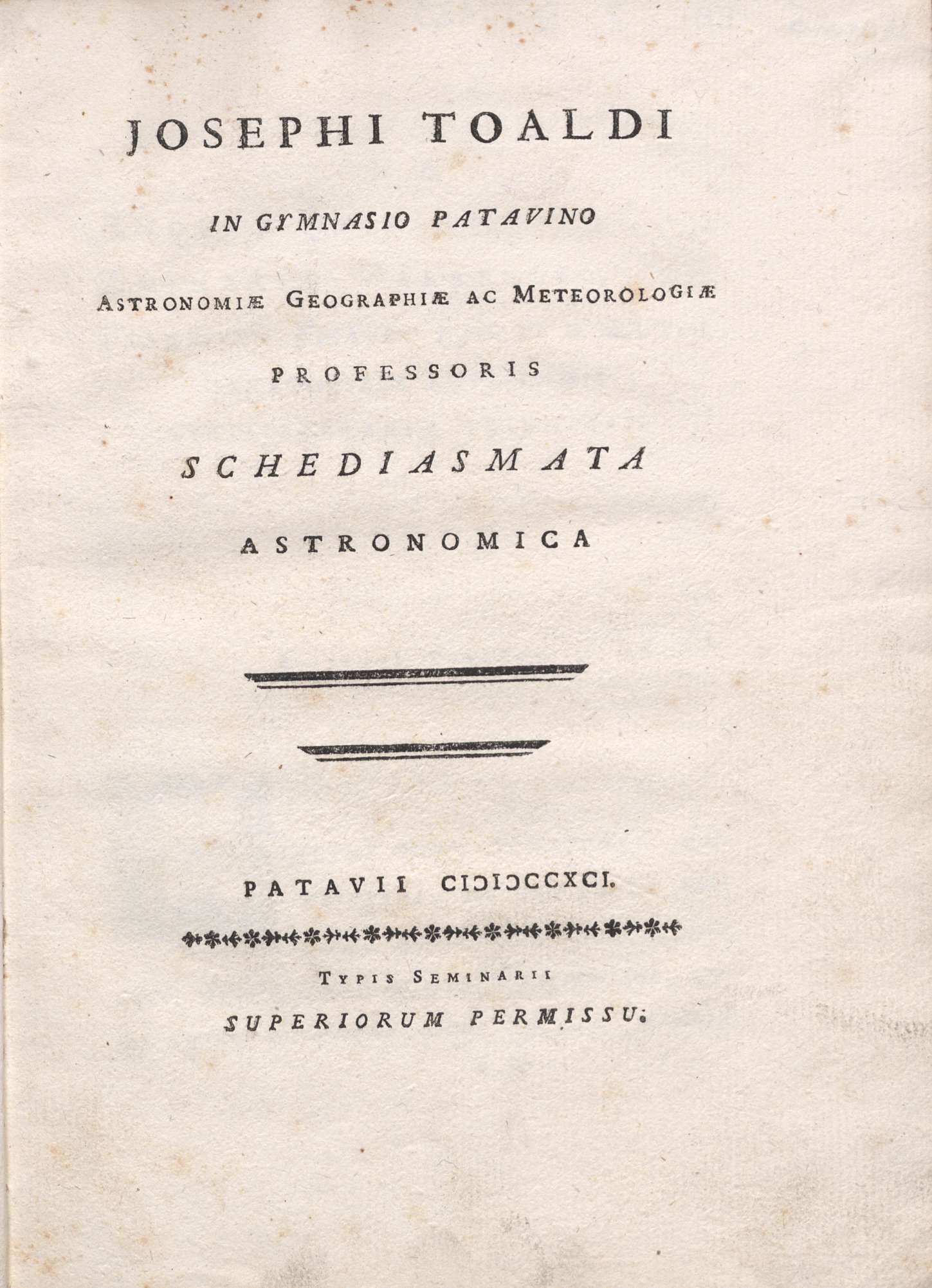
Schediasmata astronomica, 1791

- Della maniera di preservare gli edifici dal fulmine, Venedig, 1772 (italienisch).
- Tipografia del Seminario (Hrsg.): Novae tabulae barometri aestusque maris. Padua 1773 (Latein, beic.it).
- Del conduttore elettrico posto nel campanile di S. Marco in Venezia, Venedig, Giovanni Antonio Pinelli, figli, 1776.
- Gasparo Storti (Hrsg.): Saggi di studi veneti. Venedig 1782 (italienisch, beic.it).
- Giovanni Antonio Conzatti (Hrsg.): Tavole di vitalità. Padua 1787 (italienisch, beic.it).
- Tipografia del Seminario (Hrsg.): Schediasmata astronomica. Padua 1791 (Latein, beic.it).